# Der Freund (1754–1756)
Der Freund war eine moralische Wochenschrift, die in den Jahren 1754 bis 1756 in Ansbach bei Posch erschien.

## Herausgeber
Die Wochenschrift war ein Ergebnis der Zusammenkünfte eines Ansbacher Freundeskreises, zu dem Johann Peter Uz, Johann Friedrich von Cronegk, Johann Zacharias Leonhard Junkheim, Georg Ludwig Hirsch und Johann Georg Rabe gehörten. Man traf sich in der Bibliothek des Hofkammerrats Hirsch und fertigte unter anderem auch gemeinsame Horaz-Übersetzungen an, die wie die Herausgabe der Wochenschrift zur Prägung einer Gruppenidentität beitrugen. Die von der Gruppe ausgehenden Impulse waren für die Entwicklung des geistigen Lebens und auch als Gegenpol zur höfischen Gesellschaft der Residenzstadt Ansbach von großer Bedeutung.